# LaQuan Prowell
LaQuan Prowell (* 1. November 1984 in Montgomery, Alabama) ist ein US-amerikanischer Basketballspieler. Nach dem Studium in seinem Heimatland spielt Prowell als Profi in Europa. In der Türkei beginnend spielte er anschließend in Griechenland und Frankreich, wo er knapp 2 ½ Spielzeiten in den beiden höchsten Divisionen der Ligue Nationale de Basket spielte und mit Élan Chalon 2012 französischer Meister wurde. In der BBL-Spielzeit 2012/13 spielte er in der höchsten deutschen Spielklasse und wechselte innerhalb Hessens von den 46ers aus Gießen zu den Skyliners nach Frankfurt am Main.

## Karriere
Prowell beendete seine Schulzeit 2003 an der Jordan High School in Columbus (Georgia), welches unmittelbar an Alabama grenzt, wo er geboren wurde. Anschließend bekam er ein Stipendium der Furman University in Greenville (South Carolina), die als eine der kleinsten Hochschulen in der Division I der NCAA in der Southern Conference vertreten ist. Nach zwei Jahren wechselte Prowell die Hochschule, wodurch er gemäß den Regularien der NCAA ein Jahr von offiziellen Meisterschaftsspielen aussetzte. Anschließend konnte er ab 2006 auch für die Tigers der Auburn University spielen, wo er seit 2005 sein Studium in seinem Geburtsstaat fortsetzte. In der zweijährigen Spielzeit von Prowell für die Tigers errang man keine nennenswerten Erfolge in der Southeastern Conference (SEC).
Nach dem Studienende 2008 wurde Prowell Profi in Europa und begann seine Karriere in der Türkiye Basketbol Ligi bei TED Kolejliler aus der Hauptstadt Ankara. Der Verein errang jedoch nur zwei Siege in 24 Spielen, bevor Prowell zusammen mit seinen Landsleuten Erek Hansen und Marshall Strickland die Mannschaft noch vor Saisonende verließ, und stieg am Ende der Spielzeit ab. Für die darauffolgende Spielzeit wechselte Prowell erstmals nach Frankreich, wo er für den Fusionsverein und Erstliga-Rückkehrer Paris-Levallois Basket in der höchsten Spielklasse LNB Pro A spielte. Bei 21 Minuten Einsatzzeit pro Spiel kam Prowell meist von der Bank als Einwechselspieler. Am Saisonende erreichte man als Aufsteiger die Play-offs um die Meisterschaft noch vor Titelverteidiger ASVEL, schied aber in der ersten Runde gegen den späteren Vizemeister Le Mans Sarthe Basket aus. Für die Spielzeit 2010/11 ging Prowell in die griechische A1 Ethniki zu Ilisiakos aus der Hauptstadt Athen, die am Saisonende mit einem Sieg Vorsprung den Klassenerhalt sicherten. Prowell hatte den Verein jedoch bereits vorher verlassen und war nach Frankreich zurückgekehrt.
Im Februar 2011 endete Prowells Engagement bei europäischen Hauptstadtklubs und er unterschrieb einen Kurzzeitvertrag in der zweiten französischen Liga Pro B bei ALM Basket in Évreux. Nach sechs Spielen wurde er noch für die letzten drei Saisonspiele zu Orléans Loiret Basket in die höchste Spielklasse hochgeholt, die jedoch am Saisonende die Meisterschafts-Play-offs verpassten. Für die Spielzeit 2011/12 ging er zurück in die Pro B zu Basket Drôme im südfranzösischen Saint-Vallier (Drôme). Diese verpassten jedoch am Saisonende die Play-offs um den Aufstieg in die höchste Spielklasse. Prowell selbst nahm jedoch an Play-offs teil, nachdem er für einen verletzten Kollegen von der Überraschungsmannschaft der Pro A aus Chalon-sur-Saône für die Meisterschafts-Finalrunde verpflichtet wurde. Élan Chalon setzte seinen Siegeszug fort und gewann nach Ligapokal und Pokalfinale auch die französische Meisterschaft, einzig im internationalen Wettbewerb EuroChallenge hatte man eine Finalniederlage hinnehmen müssen.
Für die Spielzeit 2012/13 wurde Prowell dann vom deutschen Erstligisten Gießen 46ers verpflichtet. Das Gründungsmitglied der obersten Spielklasse Basketball-Bundesliga hatte jedoch erst durch den Erwerb einer „Wild Card“ den Klassenerhalt sichern können und nahm seine sportlichen und finanziellen Probleme mit in die neue Spielzeit. Ende Dezember bekam man als Tabellenletzter nach dem vorläufigen Antrag auf Eröffnung eines Insolvenzverfahrens weitere vier Punkte abgezogen, so dass in der Folge erste Spieler wie der nachverpflichtete Jasmin Perković den Verein verließen. Ende Januar folgten auch Prowell und sein Landsmann Ryan Brooks, die beide zum regionalen Rivalen und Ligakonkurrenten Fraport Skyliners aus Frankfurt am Main wechselten, die ebenfalls im Tabellenkeller der höchsten Spielklasse rangierten. Prowell spielte hier wieder mit seinem Mannschaftskameraden Quantez Robertson aus Collegezeiten in Auburn zusammen. Am letzten Spieltag konnte man im direkten Duell mit den Neckar Riesen Ludwigsburg den Klassenerhalt sichern.
Für die Spielzeit 2013/14 wechselte Prowell nach Italien zu Scavolini aus Pesaro in die höchste Spielklasse Lega Basket Serie A. Dieser Vertrag wurde jedoch bereits vor Saisonbeginn wieder aufgelöst.